# سیارک ۹۵۴۴
سیارک ۹۵۴۴ (به انگلیسی: 9544 Scottbirney، نامگذاری:1984EL) نه هزار و پانصد و چهل و چهارمین سیارک کشف شده‌است که در ۱ مارس ۱۹۸۴ کشف شد.
قدر مطلق سیارک برابر ۱۲٫۶۰ است.